# Transilvanska ravnica
Transilvanska ravnica (rum.: Câmpia Transilvaniei, mađ. ''Mezőség) je etnogeografsko područje u rumunjskoj pokrajini Transilvaniji, između rijeka Someşa i Moriša.
Dijeli se na dva dijela: brdovito na sjeveroistoku i ravničarski na jugu i zapadu.
Važnija naselja su Sic (bivši rudarski gradić), Mociu, Jucu, Band, Suatu i Unguraş.

## Galerija
- reformirana crkva u Becleanu
- dvorac Bánffy u Bontidi
- reformirana crkva i zvonik u Ceuaşu de Câmpie
- dvorac Rascruci Banffy
- reformirana crkva u Mezőfeleiju
- dvorac Kornis u Manastirei, Cluj
- dvorac Voivodeni

## Vanjske poveznice
- Romaniandolls.com  Arhivirana inačica izvorne stranice od 29. rujna 2007. (Wayback Machine) Transilvanska ravnica na etnografskom zemljovidu Rumunjske
- (engl.) Slike plesova s Transilvanske ravnice  Arhivirana inačica izvorne stranice od 27. ožujka 2012. (Wayback Machine)